# Nucli antic de Palau-sator
El Nucli antic de Palau-sator és la part intramurs del municipi de Palau-sator (Baix Empordà) protegida com a bé cultural d'interès nacional en la categoria de conjunt històric.

## Descripció
El nucli antic del poble de Palau-Sator, a 20 m d'altitud al centre de la plana, manté l'aspecte i la disposició urbana medieval, amb el recinte murallat ben definit, presidit per la torre del castell. Es destaca, en especial, el carrer del Portal, entre la plaça i el portal de la Torre de les Hores. La resta més important de l'antic castell és la torre mestra, de planta rectangular i els murs marcadament inclinats, que li donen forma de piràmide truncada. El parament és propi de les construccions romàniques primitives o, fins i tot, preromàniques (segles X-XI). Hi ha, també, altres vestigis del castell, entre els quals un llenç de mur al petit carrer que va de la plaça del Castell (on hi devia haver el pati d'armes) a la plaça de la Casa de la Vila. El traçat de les muralles pot seguir-se perfectament, ja que el poble només s'ha estès pel SE (raval amb cases del segle XVII-XVIII). Un dels dos portals, molt ben conservat, s'obre a la part baixa de la torre de les Hores, de planta rectangular i oberta pel costat d'intramurs amb un gran arc apuntat (actualment aparedat). A l'angle sud-oest de recinte hi ha una torre cilíndrica atalussada amb espitlleres per a armes de foc. Al sector de tramuntana, on hi havia l'altra porta, hi ha una torre de planta quadrada. Una altra torre cilíndrica és a l'angle NE, paral·lela a la de l'angle SW. Fora del nucli fortificat, hi ha l'església parroquial de sant Pere, d'una sola nau amb absis semicircular, bastida a finals del període romànic (segle xiii), que té restes de fortificació. Les capelles laterals, el cor i les dues sagristies són obra del segle xvi. A l'altar major hi havia un retaule barroc.

## Història
El document més antic que fa referència a Palau-Sator és del 994, en una donació a la Seu de Girona dels comtes Ramon Borrell i Ermessenda, on es fa referència a la Torre de Palau (sa Tor) i a l'església de sant Pere amb les seves pertinences i alous del terme de sant Feliu de Boada. Els documents més tardans citen el lloc com a Palau, sancti Petri de Palatio (1225), Palacio de Turre (1228), Palau çator (1338). El 1338, la família Senesterra vengué la senyoria del castell a Bernat Miquel (secretari de Pere III el Cerimoniós) els descendents del qual el posseïren fins al 1600. El nombre d'habitants ha anat baixant gradualment des de mitjan segle xviii. Darrerament, hom arranja cases del poble o masies com a segona residència.